# Kakofónia
A kakofónia jelentése hangzavar (a. m. rossz hangzás). Görög elemekből összetett szó a kakósz (κακός, 'rossz') és a fonía (φωνία, 'hangzás') szavakból az olasz cacofonia vagy a német Kakophonie átvétele. 
Zenei műszóként is használható, amikor pl. egy minden harmóniát (összhangot) nélkülöző, túl hangos, általában „modern” darabról van szó, amelynek hallgatása semmiféle élvezettel nem jár, sőt szinte fizikai fájdalmat okoz; egyszóval kellemetlenül disszonáns.
Tehát, Illyés Gyula Bartók című versében írhatta volna így is: „Kakofóniát? Azt! Ha nekik az, ami nekünk vigasz...”